# .wales
.wales는 웨일스를 위한 두 개의 지리적 최상위 도메인 중 하나이다(다른 하나는 .cymru이다).

## 제안 및 사용
.wales와 .cymru는 2012년에 노미넷 UK가 제안했다. 웨일스를 위한 두 최상위 도메인에 대한 최종 승인은 2014년 6월 ICANN에 의해 부여되었다.
2014년 9월 30일, 세네드 의장은 공식적으로 세네드 웹사이트 및 기타 사이트를 웨일스에 특화된 지리적 최상위 도메인인 새로운 ".cymru" 및 ".wales" 도메인으로 이전했다. 웨일스 온라인, 데일리 포스트, 웨일스 럭비 연맹, 밀레니엄 스타디움, Golwg360, 블록, 그왈리아, 애틀랜틱 PLC, 오차드, 포트메리온 등도 이 도메인으로 전환했다. 이들은 2015년 성 데이비드의 날에 모두에게 공개되었다.
새로운 도메인의 단계별 출시가 예정되었으며, 상표 보유자들이 초기에 신청할 자격이 있었다. 일반 공개는 2015년 봄으로 예상되었다. 도메인을 조기 채택한 곳으로는 웨일스 정부와 남성 합창단 온리 멘 얼라우드!가 있다.